# The Prodigy Experience
The Prodigy Experience, или Experience је албум рејв групе The Prodigy. Албум је издат у новембру 1992. за XL Recordings, а у октобру исте године заузео место #12 на британској топ-листи.
Дана 19. јуна 2001, издато је проширено издање Experience Expandedза америчко тржиште, које је садржало бонус диск са ремиксима и Б-странама.

## Списак песама
1. – 3:42
2. – 4:12
3. – 4:33
4. – 5:30
5. – 5:16
6. – 5:12
7. – 4:57
8. – 4:10
9. – 8:06
10. – 4:57
11. – 5:10
12. – 3:43

## Списак песама за америчко издање
Диск 1 је исти као и оригинални Experience диск.
Диск 2:

## На албуму су учествовали
- Лијам Хаулет  -  Клавијатуре, Продуцент, Аудио инжењер
- Симона Шарки -  Вокал
- Максим Ријалити - Вокал
- Алекс Гарланд  -  Цртежи на омоту